# Йосиф (Величковський)
Єпископ Йосиф (в миру Йоаким Величковський; 1773, Москва — 26 вересня 1851, Київ) — релігійний діяч Московії українського походження, літератор. Єпископ Російської православної церкви, єпископ Смоленський та Дорогобузькийї.

## Життєпис
Син московського протоієрея з України. Освіту отримав у Московській духовній академії, після закінчення курсу деякий час був дияконом при одній із московських церков.
Коли у 1801 р. став вдівцем постригся у чернецтво, був учителем у петербурзькій гімназії та викладачем Закону Божого у комерційному училищі.
1803 р. — призначений соборним ієромонахом Олександро-Невської лаври.
1807 р. — призначений настоятелем Горнальського Миколаївського монастиря, із возведенням у сан архімандрита, ректором Курської семінарії і присутнім у курській консисторії.
1809 р. — переведений до переславського Данилового монастиря.
1814 р. — призначений ректором Владимирської семінарії.
1815 р. — під час огляду семінарії архімандритом Філаретом було відзначено: «Лекція ректора та засоби викладання дуже сподобалися ревізору, так що він тут же призначив його професором богослов'я».
9 листопада 1819 р. — хіротонія в Петербурзі в Казанському соборі в єпископа Архангельського та Холмогорського.
3 липня 1821 р. — переведений на Смоленську катедру.
Духовенство вважало свого архіпастиря дуже розумним та добрим. Резолюції він писав подекуди віршами. Займався і літературними працями, друкував у «Воскресном чтении» свої повчання.
Пам'яткою діяльності єпископа Йосифа на смоленській катедрі було відновлення великого Успенського собору на гроші, зібрані через пожертвування.
1834 — цар Микола I відвідав Смоленськ. Єпископ Йосиф підготував урочисту проповідь, але при появі царя сторопів, замість проповіді почав кропити монарха святою водою. Цар розгнівався і у той же день звільнив його на спокій і наказав жити в Україні.
17 лютого 1834 р. — за проханням звільнений на покій і до смерті проживав у Києво-Печерській лаврі. Похований у лаврі біля Дальніх печер.